# اکتور گارسیا اترو
اکتور گارسیا اترو (اسپانیایی: Héctor García Otero‎؛ زادهٔ ۱۲ ژوئن ۱۹۲۶ - درگذشته نامشخص) بازیکن بسکتبال اهل اروگوئه بود.
وی در مسابقات کشوری و بین‌المللی در مجموع برندهٔ ۲ مدال برنز شده‌است.